# کنستانت داویدخانیان
کنستانت داویدخانیان بازیکن فوتبال ارمنی‌تبار اهل ایران  بود

## باشگاهی
از باشگاه‌هایی که در توپ زد می‌توان تاج تهران، دارایی و آرارات تهران را اشاره کرد.

## تیم ملی
کنستانت داویدخانیان در سال ۱۳۴۱ در زمان سرمربیگری حسین فکری برای تیم ملی فوتبال ایران به میدان رفت.

## سال‌های پایانی عمر و درگذشت
وی سال‌های سال در آمریکا زندگی می‌کردند و آخرین بار در پاییز ۱۳۹۸ برای مدت کوتاهی به ایران آمدند وی در روز یکشنبه ۲۱ آذر ۱۴۰۰ در سن ۷۹ سالگی درگذشت.